# 李性憲
李性憲（：／ Lee Seong-heon，1958年5月30日—）是大韓民國保守派政治人物，第42任首爾特別市西大門區區廳長。

## 爭議
2022年7月1日，不顧大雨預警和高物價，堅持在弘濟洞仁王市場前舉行盛大的就職典禮，遭到非議。
2022年7月6日，每年7月要在新村延世路附近舉行新村水槍節，由於檢疫而被取消。他以疾控中心的“建議夏季不要舉辦澆水活動”為藉口，對主辦方的抗議沒有給出明確答复。隨後，每年9月在同一地點舉行的新村啤酒節也被取締。儘管組織者在新村有一家公司並將各種活動的部分利潤捐贈給西大門區，但組織者卻受到了打擊。
此外，甚至新村和延世路的無車街道也被車輛通行證所取代。得益於無車街道，新村商圈得以維持，但另一邊的當地居民表示，如果這樣的話，新村商圈的衰落將加速。
2023年，李區長和西大門區議會就“西部輕軌102號站”的選址發生了衝突，意見不一。與西大門西武線特別委員會一起，共同民主黨認為西輕軌102號站的位置自2008年以來從未改變過，當時該項目最初計劃在“靠近銀岩小學”。原因是變更為銀岩小學附近。根據西大門特別委員會的行政調查報告，李區長連基本事實都沒有調查，就公開了西線102號車站在銀岩小學附近從未變更過的位置，造成西大門區發生了很大的政治衝突和動盪。
西大門區區長李成憲被確認是第8次民選首爾25區區長中第一個被區議會指控的人。李區長對區議會的指控提出抗議，稱這是“明顯的越權行為”，並採取法律行動，“要求重新考慮”行政事務調查結果。